# Dipiridamolo
Il  Dipiridamolo  è il principio attivo utilizzato come terapia aggiuntiva nella profilassi della tromboembolia associata alla presenza di protesi valvolari cardiache meccaniche. Ha un effetto antiaggregante da ricondurre all'inibizione della captazione dell'adenosina ematica. Esso infatti è un inibitore abbastanza potente del trasportatore nucleosidico bilanciato (Equilibrative Nucleoside Transporter-1; ENT1). In aggiunta possiede un certo effetto inibitore sulle fosfodiesterasi 3, specifiche per l'AMP ciclico. L'effetto combinato di questi due meccanismi impedisce l'aggregazione piastrinica indotta da vari stimoli.

## Indicazioni
Viene principalmente utilizzato per indurre uno stato di stress cardiaco, durante l’esecuzione di determinati test diagnostici come Risonanza magnetica dove l’utilizzo di Tapis Roulant sarebbe non possibile.
Era utilizzato anche nella prevenzione secondaria dell'ictus ischemico e degli attacchi ischemici transitori, da solo o in associazione con acido acetilsalicilico.

## Controindicazioni
Ipersensibilità al principio attivo o ad uno qualsiasi degli eccipienti. Dovrebbe essere impiegato con cautela in pazienti con gravi malattie a carico delle arterie coronarie quali angina instabile, infarto del miocardio recente, insufficienza cardiaca non compensata, stenosi aortica, miastenia grave. In caso di allattamento va utilizzato se considerato indispensabile dal medico.

## Dosaggi
- Profilassi della tromboembolia, associata a protesi valvolari cardiache: il range di dosaggio è 300–450 mg al giorno in dosi refratte e fino a 600 mg/die nei casi gravi.
- Prevenzione secondaria dell'ictus ischemico e degli attacchi ischemici transitori 200 mg due volte al giorno.

## Effetti indesiderati
Alcuni degli effetti indesiderati sono ipotensione, cefalea, nausea, vomito, rash cutanei, vertigine, angioedema, broncospasmo.